# برنسيس تشلسي
تشيلسي نيكيل (بالإنجليزية: Chelsea Nikkel) التي اشتهرت باسمها المسرحي برنسيس تشلسي (بالإنجليزية: Princess Chelsea)منتجة وموسيقية من أوكلاند ، نيوزيلندا.